# ردپای بوم‌شناختی

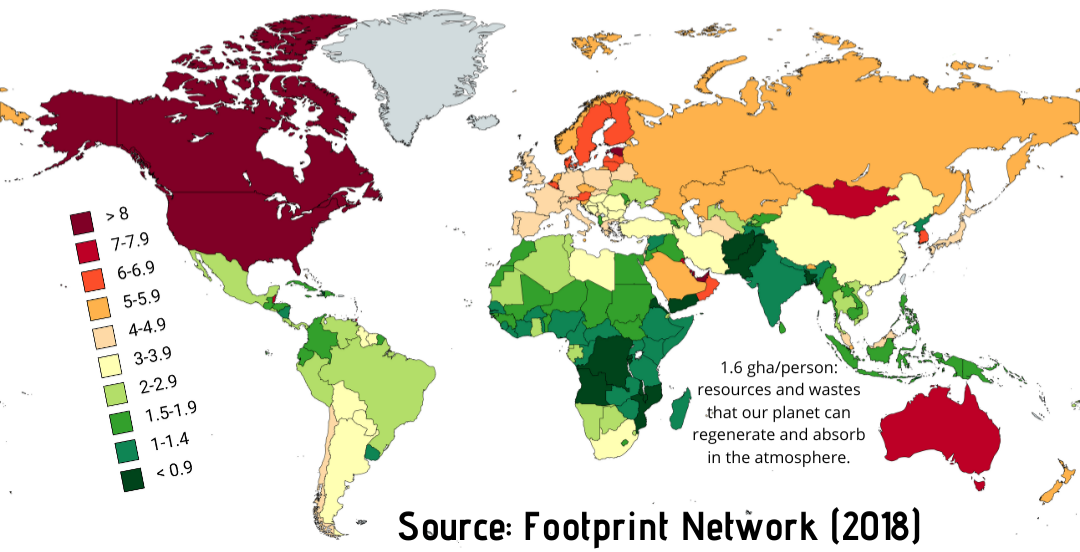
کشورها بر اساس ردپای خام بوم‌شناختی سرانه (۲۰۱۸)

ردپای بوم‌شناختی (به انگلیسی: Ecological footprint)، یا ردپای زیست‌محیطی روشی است که توسط شبکه ردپای جهانی برای اندازه‌گیری تقاضای انسانی برای سرمایه طبیعی، یعنی مقدار طبیعتی که برای حمایت از مردم یا اقتصاد لازم است، ترویج می‌شود. این تقاضا را از طریق یک سیستم حسابداری زیست‌محیطی دنبال می‌کند. این گزارش‌ها منطقه تولید زیست‌شناختی را که مردم برای مصرف خود استفاده می‌کنند با منطقه تولید زیست‌شناختی موجود در یک منطقه یا جهان مقایسه می‌کند (گنجایش زیستی، منطقه تولیدی که می‌تواند آنچه مردم از طبیعت می‌خواهند را بازسازی کند). به‌طور چکیده، معیاری برای سنجش تأثیر انسان بر محیط زیست است.

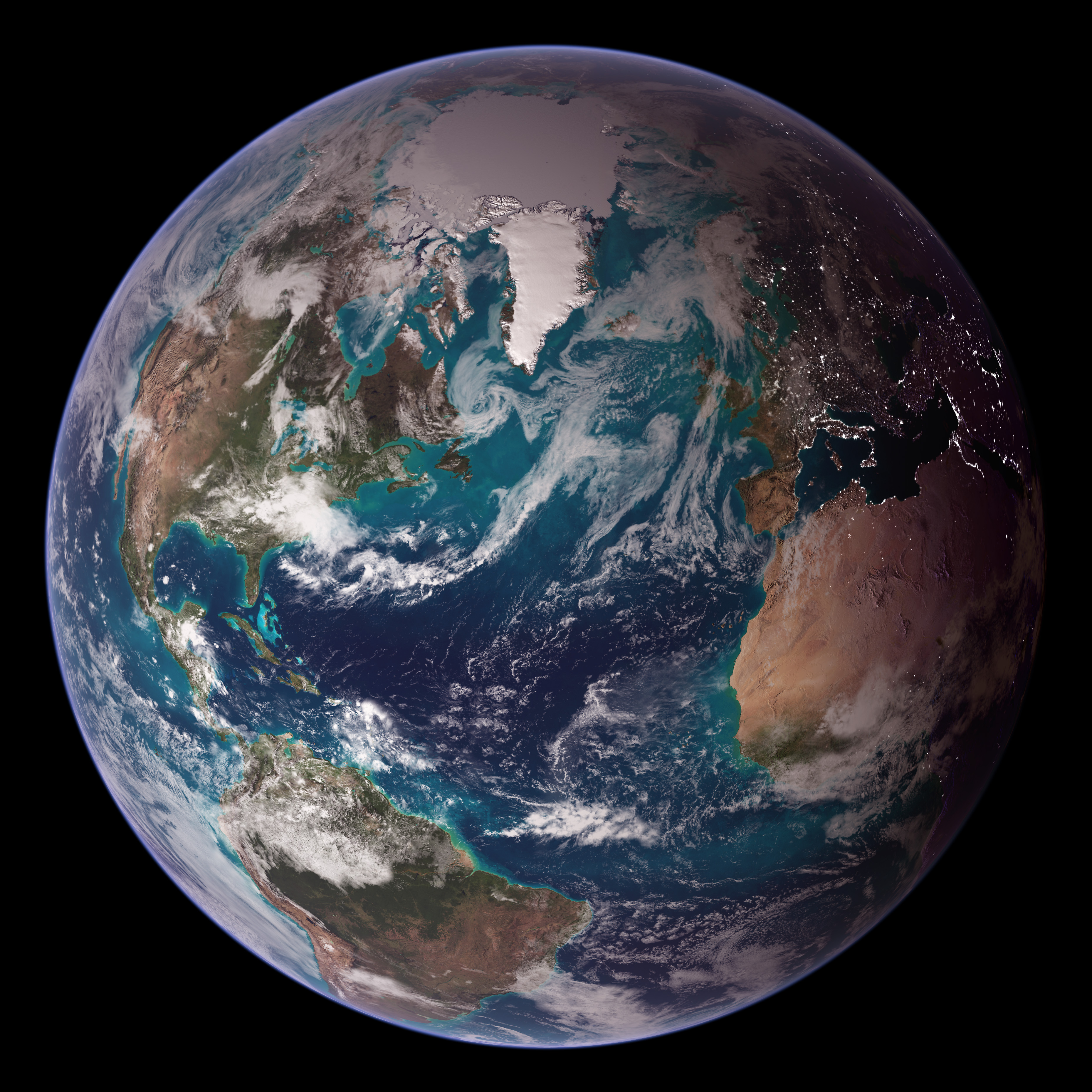
منابع طبیعی زمین با توجه به سطح فعلی استفاده، محدود و ناپایدار هستند.

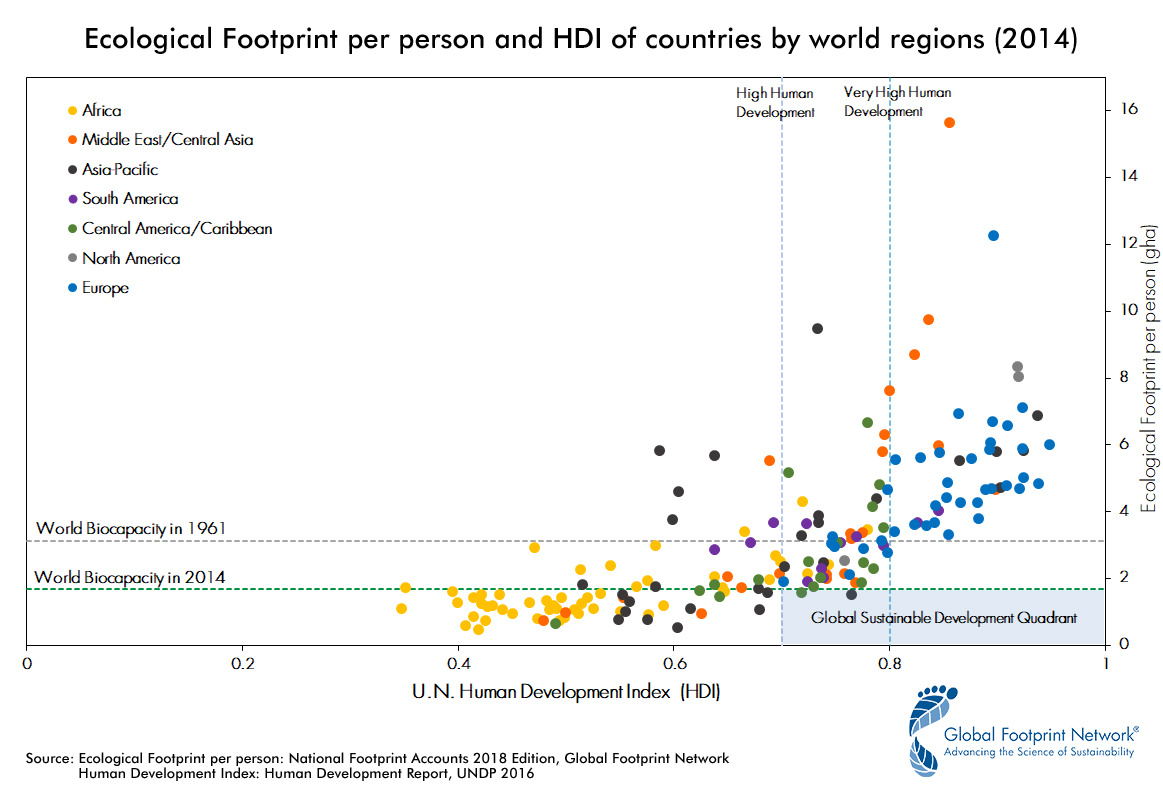
ردپای اکولوژیکی به ازای هر نفر و HDI کشورها بر پایهٔ مناطق جهان (۲۰۱۴) و مصرف منابع طبیعی آن

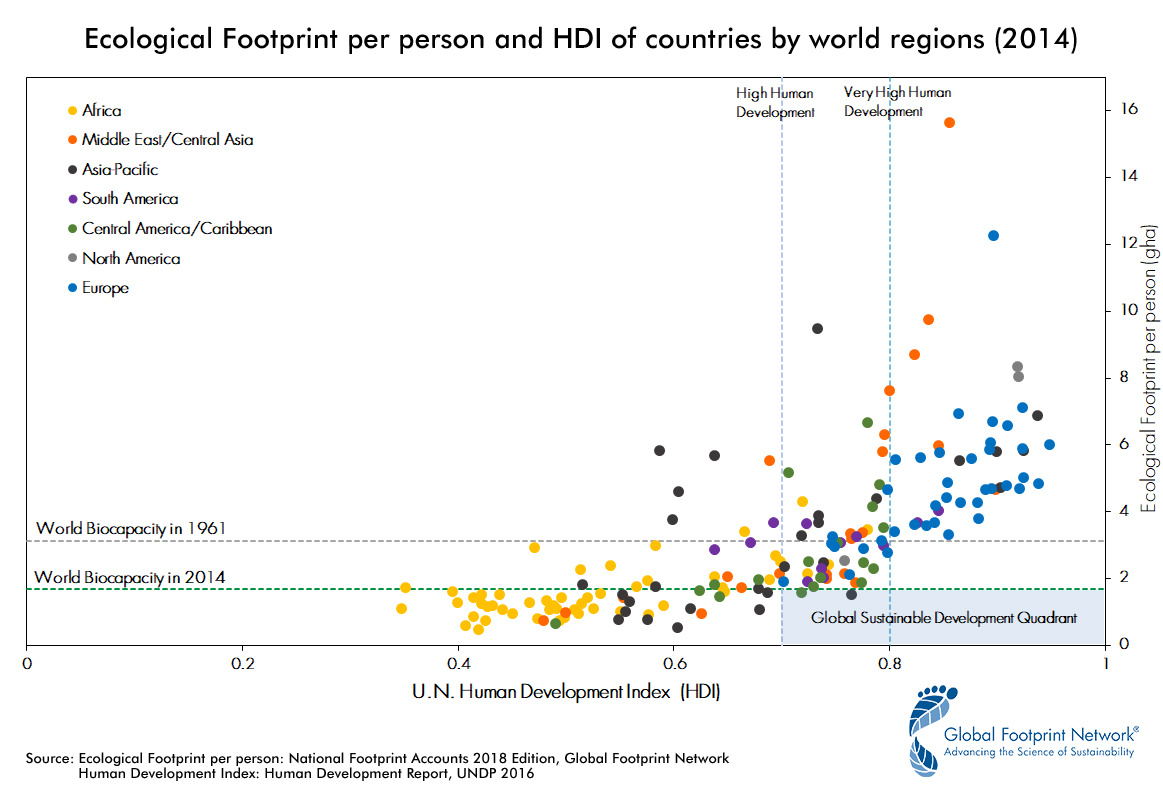
ردپای بوم‌شناختی به ازای هر نفر و HDI کشورها بر اساس مناطق جهان (۲۰۱۴)

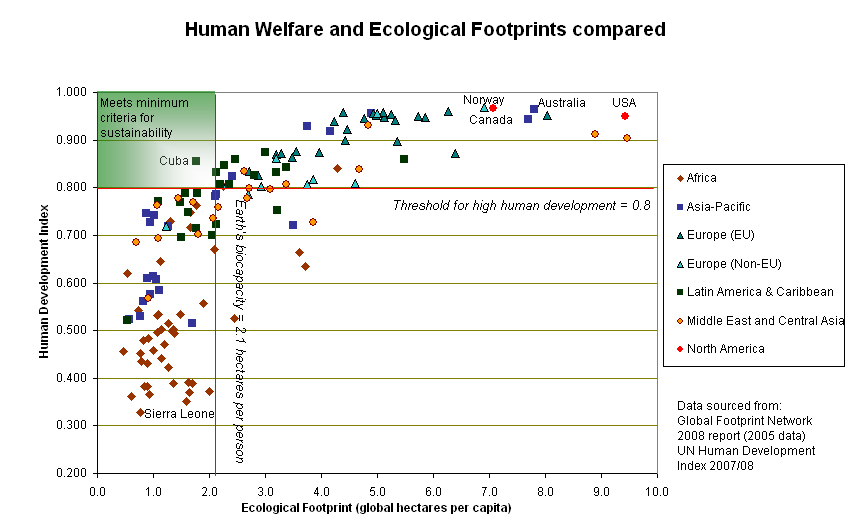
ردپای بوم‌شناختی برای کشورهای مختلف در مقایسه با شاخص توسعه انسانی آنها